# بادپر خونین
بادپر خونین (نام علمی: Cymothoe sangaris) گونه‌ای پروانه از خانواده فرچه‌پایان است که در مرکز آفریقا زندگی می‌کند.

## زیرگونه‌ها
- Cymothoe sangaris sangaris
- Cymothoe sangaris luluana